# Kannavioú
Kannavioú (grec moderne : Κανναβιού) est un village chypriote situé dans le district de Paphos et comptant plus de 175 habitants.